# Afroamericans d'Antigua i Barbuda
Els afroamericans d'Antigua i Barbuda són els habitants d'Antigua i Barbuda que tenen avantpassats africans, la majoria de l'Àfrica Occidental. Els afroamericans d'Antigua i Barbuda són membres de la diàspora africana.
El 2001, els afroamericans d'Antigua i Barbuda formaven la majoria de la població d'aquest estat del Carib i representaven el 91% de la seva població. A més a més, un 4,4% més tenien avantpassats africans i europeus

## Orígens
Antigua i Barbuda va rebre molts esclaus africans. La majoria provenien de l'actual Nigèria, dels quals els igbos i els iorubes en foren els més nombrosos. Els comerciants d'esclaus europeus van portar més de 22.000 esclaus del Golf de Biafra a Antigua, que representaren el 26% dels esclaus de l'illa. A més a més, també són remarcables els més de 16.000 (19% del total) africans que foren portats de l'actual Ghana (akans, aixantis i fantes - els descendents dels quals són anomenats kromantis -), Uns 5.000 esclaus que hi arribaren (el 6%) provenien de Senegàmbia i més de 4.000 provenien dels actuals estats de Guinea i Sierra Leone. Altres regions de les quals foren exportats un nombre important d'esclaus africans són l'actual Costa d'Ivori (més d'11.000), el Golf de Benín (més de 6.000) i la Regió del Congo (kongos). A més a més, també són remarcables els malinkes que foren portats a Antigua.

## Història
Els colonitzadors europeus van crear factories de sucre, plantacions de tabac, anyil i gingebre. Sir Christopher Codrington va establir la primera plantació de sucre de canya important a Antigua el 1674 i va arrendar l'illa de Barbuda per a aconseguir provisions per a les seves plantació. Cinquanta anys després que Codrington establís la seva primera plantació, la indústria del sucre va esdevenir tan rendible que molts agricultors van reemplaçar els altres cultius pel sucre i aquesta indústria va esdevenir la més important de les illes. Ell i altres colons van importar esclaus de la costa d'Àfrica Occidental perquè treballessin a les plantacions en condicions infrahumanes. Els africans van començar a arribar-hi en gran nombre durant la dècada de 1670 i de seguida es van convertir en el principal grup ètnic de l'actual estat antillà. La seva penetració en l'estructura social local va estar marcada per una profunda racialització i van deixar de ser iorubes, igbos o akans per a convertir-se simplement en negres.
Poc després de l'assentament de l'Imperi Britànic el 1623, a Antigua i Barbuda hi van sorgir cinc grups racials/ètnics en els quals es va classificar la població de la colònia: Al capdamunt de les classes socials hi havia els colons britànics. Aquests estaven dividits entre antiguans britànics i britànics no criollitzats. Els mulats estaven en un punt intermedi de l'escala social. Aquest era un grup racial format per persones que tenien tant avantpassats europeus com africans; aquests, que eren una mica menys foscs que la majoria dels africans, van desenvolupar un sistema complex basat en el to de la pell per a distingir-se d'aquest últim grup i per a legitimar les seves pretensions d'aconseguir un estatus social més alt de manera paral·lela a la ideologia britànica de la supremacia blanca. Després dels mulats, en ordre descendent, hi havia els emigrants de Madeira que van establir petits negocis a les illes i es van unir a la classe social dels mulats; els britànics no els van considerar mai blancs i el grau dels madeirans d'Antigua i Barbuda es definia segons el seu grau d'assimilació a la cultura anglesa. El grup més baix de l'escala social eren els afroantiguans i els afrobarbudans.
El 1834 es van emancipar els esclaus d'Antigua i Barbuda juntament amb tots els de l'Imperi Britànic, però van continuar sent dependents dels propietaris de les plantacions. Les oportunitats econòmiques dels nous lliberts eren limitades per la manca d'excedents de terres, perquè no podien accedir al crèdit i perquè l'economia de la colònia estava basada sobretot en l'agricultura. Les males condicions laborals dels afroamericans d'Antigua i Barbuda van persistir fins al 1939, any en què es va formar un moviment sindical.
El segle XX va veure com es va redefinir el rol dels afroamericans d'Antigua i Barbuda. L'estructura social colonial fou eliminada de manera gradual amb la introducció de l'educació universal i la millora de les oportunitats econòmiques. Aquest procés va permetre que els afroamericans poguessin arribar a les esferes més altes de la societat i el govern d'Antigua i Barbuda.

## Demografia
Antigua i Barbuda té una població total de 76.886 habitants (2001). Els seus principals grups humans tenen avantpassats d'Àfrica Occidental, Gran Bretanya i Madeira. El 91% dels seus habitants són negres o mulats, el 4,4% són barrejats, l'1,7% són blancs i el 2,9% restants són asiàtics.
A Antigua i Barbuda també hi ha minories d'immigrants sobretot de Dominica, Guyana, Jamaica, la República Dominicana, Saint Vincent i les Grenadines i Nigèria. També s'estima que hi ha uns 4.500 estatunidencs residents a Antigua i Barbuda.

## Cultura

### Llengües
Els afroamericans d'Antigua i Barbuda parlen l'anglès i l'anglès crioll d'Antigua i Barbuda.

### Religió
El 94,9% dels afroamericans d'Antigua i Barbuda són cristians (dels quals el 20% són evangèlics). D'aquests, el 39% són anglicans, el 32% són protestants, el 16,6% són d'altres confessions cristianes, l'11% són catòlics i l'1,4% pertanyen a esglésies cristianes independents. A més a més, el 4,68% són d'altres religions i el 0,42% són islàmics.